# Наџран (провинција)
Наџран (арап. نجران‎) је провинција на југу Саудијске Арабије. Главни град провинције је Наџран. Наџран има 505,652 становника и површину од 149.511 km2. Густина насељености је 3,4 по квадратном километру.